# Рочестер (Кент)
Рочестер — місто в англійському графстві Кент з кількістю жителів близько 27 тисяч. Це невеличке, але старовинне містечко знаходиться приблизно за 50 кілометрів від Лондона. Місто відоме своїми собором і замком, який був у облозі 1215 року. 

## Історія
- У 43 році римляни заснували колонію, яка надалі стала містом Рочестер.
- 190 року систематично почали створюватись земляні укріплення.
- У 225 році земляні укріплення замінили на кам’яні, які збереглись донині.
- 427 рік - римляни залишили Велику Британію.
- 600 року король Етельберт Кентський видав звід законів, що стосувались злочинних діянь. В ньому було близько 90 законів.
- У 604 році Юст Кентерберійський, майбутній архієпископ Кентерберійський, став єпископом міста.
- 604 року Юст заснував собор у Рочестері, 13 м у висоту та 8,5 м в ширину.
- Того ж року в місті засновано королівську школу.
- У 842 році місто було пограбовано вікінгами.
- У 930-х роках Рочестер отримав право карбувати монету.
- 960 року зведено дерев’яний міст через Медвей.
- У 1080 році Гундульф починає будувати новий собор, на ділянці між стіною старого собору та римською Вотлінг-стріт.
- 1087 рік. Гундульф починає зводити Рочестерський замок.
- У 1215 році, після двомісячної облоги місто було взято Іоанном Безземельним. [1]
- 1376 року місто охопила епідемія чуми.
- 1461 року в Рочестері з’являється перший мер.
- У грудні 1688 року король Яків II провів свою останню ніч як король у будинку на Хай-стріт в Рочестері. Надалі цей будинок відомий як будинок зречення.

## Пам’ятки
- Рочестерський собор, збудований між 1080 і 1130 роками. Центральну вежу собору було збудовано 1343 року.
- Рочестерський замок, будівництво почалось у 1087 році. Замок стоїть на пагорбі, з його вікон видно місто й річку Медвей.

### Рочестерський замок

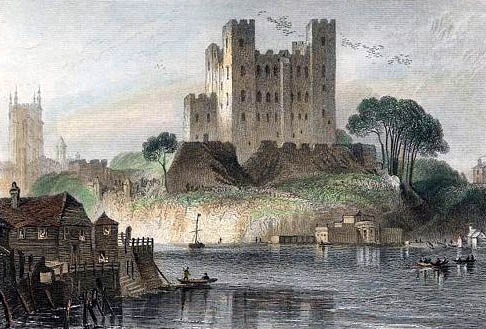
Замок Рочестер. Гравюра Ф. С. Сарджента

Замок розташовано на східному березі річки Медвей в Рочестері.
Після нормандського завоювання почали будувати дерев’яну фортецю типу motte and bailey. Укріплення цього місця було вкрай важливим, оскільки Рочестер з південного боку прикриває шлях на Лондон і є укріпленим вузлом на підступах до Лондона.
Вільгельм I Завойовник віддав землі Ейлесфорда в Кенті Байонському єпископу Одо.

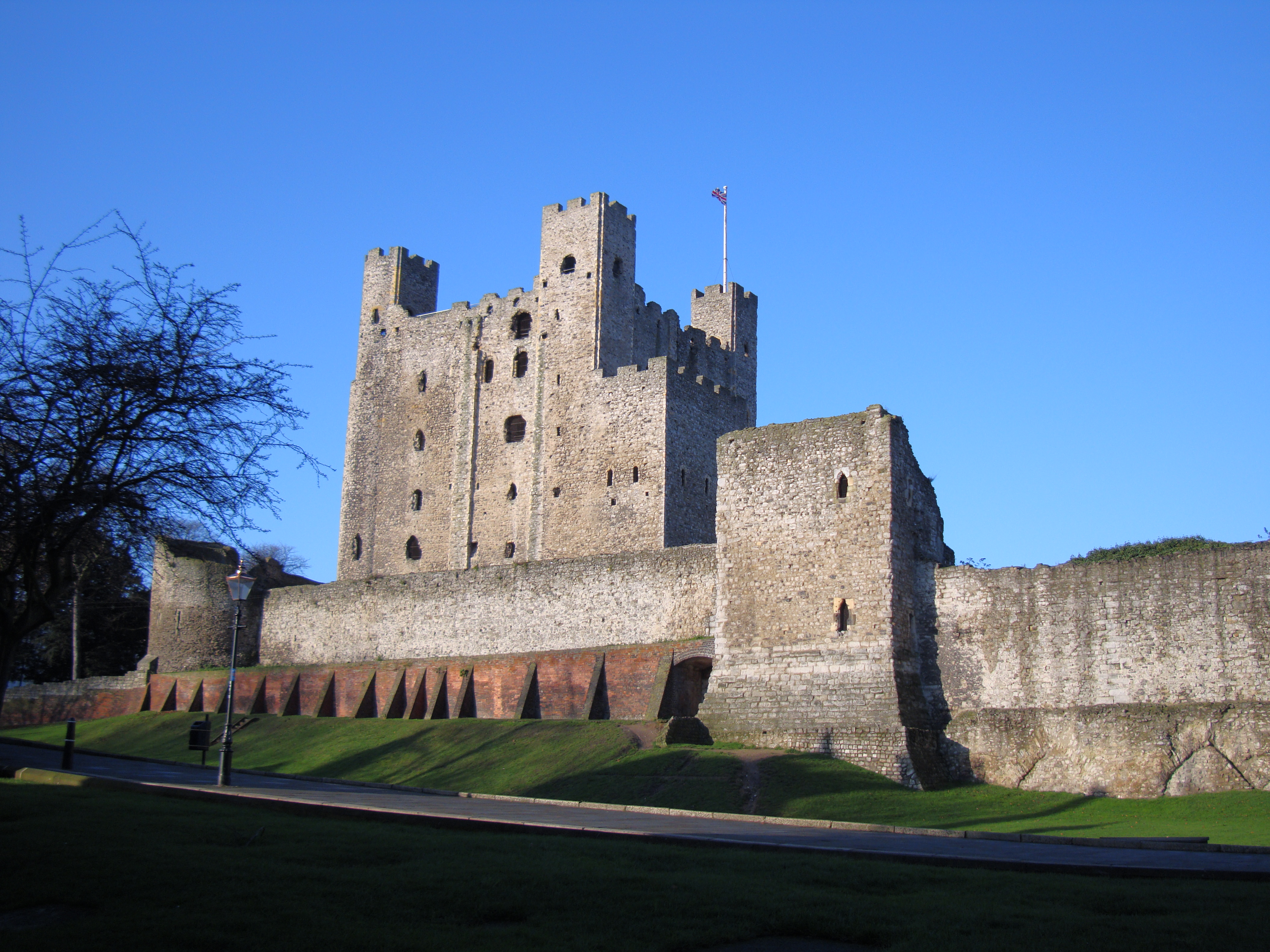
Вид на Рочестерський замок з дверей Рочестерського собору

У 1087 році Вільгельм II обложив Рочестер, оскільки Одо організував проти нього повстання. Після захоплення міста й вигнання Одо у 1087—1090 роках Гундульф, архітектор того часу, почав будувати в Рочестері замок з каменю. Міська стіна залишалась ще з часів Риму. 
У 1127 році, відповідно до едикту Генріха I, замок перейшов у розпорядження архієпископа Кентерберійського Вільяма де Корбейла (англ. William de Corbeille); при цьому була одна умова — зробити «укріплення чи вежу, які утримувати на віки вічні» . Того самого року архієпископ збудував чотири кутові вежі, тим самим укріпивши донжон в замку.

### Рочестерський собор

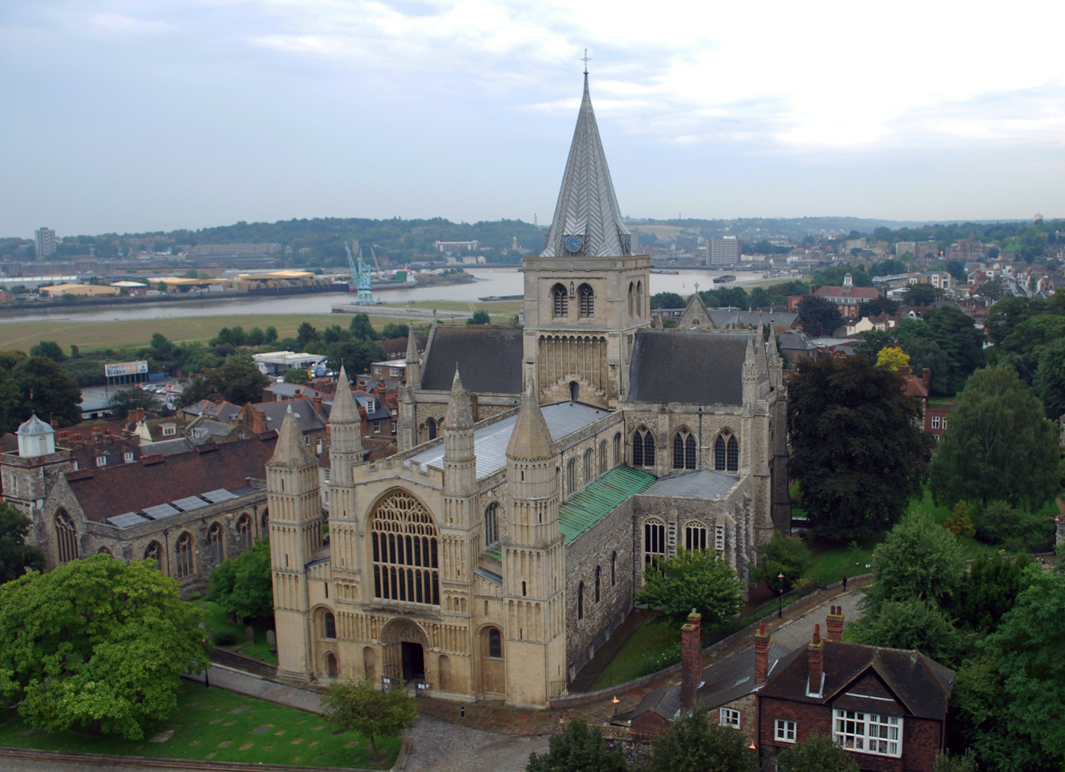
Рочестерський собор, вид з верхніх вікон Рочестерського замку

Рочестерський собор є Нормандською церквою. Єпархія є другою найстарішою в Англії, старше тільки у Кентербері. Будівництво собору було розпочато 1080 року.
Місто сильно постраждало 676 року від Мерсії та вікінгів, але зберіг своє значення, тож, коли Вільгельм I завоював Англію 1066 року, він віддав церкву та її землі своєму соратнику, Одо. Після цього церква стала майже жебрацькою, ситуація змінилась тільки 1082 року, коли Ланфранк, архієпископ Кентерберійський зміг повернути частину земель, які раніше належали церкві.
Значну роль у становленні церкви відігравав також єпископ Рочестера Гундульф. Він як талановитий архітектор вважається ключовою фігурою в проектуванні й будівництві Рочестерського собору.